# Lo straniero che venne dal mare
Lo straniero che venne dal mare (Swept from the Sea) è un film del 1997 diretto da Beeban Kidron, su una sceneggiatura di Tim Willocks basata sul racconto di Joseph Conrad Amy Foster.

## Trama
In un paesino della Cornovaglia di fine Ottocento giunge l'ucraino Yanko Gooral, la cui nave diretta verso le Americhe è affondata nel corso di una tempesta. Yanko è l'unico sopravvissuto alla sciagura, ma la sua comparsa non viene immediatamente collegata dalla popolazione locale al naufragio, anzi il russo, a causa della sua ignoranza della lingua e della penosa situazione in cui viene trovato, viene scambiato per un mentecatto. Di conseguenza viene sfruttato come uno schiavo dal signorotto locale, il signor Swaffer. Yanko però nei primi giorni di permanenza nella terra straniera ha avuto modo di incontrare Amy Foster e non smette di pensare alla ragazza, l'unica che è stata gentile e premurosa nei suoi confronti. Fortunatamente, proprio mentre sta lavorando dagli Swaffer, assiste alla consueta partita di scacchi tra Mr. Swaffer e il medico del paese il Dr. James Kennedy. È proprio il dottore, la voce narrante del film, che vista la notevole capacità di giocare a scacchi di Yanko, capisce che non si tratta di un uomo privo di intelletto, bensì di uno straniero, un russo appunto. Da quel giorno i due diventano grandi amici e anche gli Swaffer riconoscono a Yanko una dignità di uomo che prima gli avevano negato, incominciando a pagarlo per il lavoro svolto.
Yanko ha ormai imparato la lingua e risparmiato del denaro, comincia quindi il corteggiamento dell'amata Amy. Costei, da sempre emarginata nel piccolo paese per le tante stranezze del suo carattere, è subito molto felice. Yanko per lei è un dono che il mare le ha fatto assieme a tanti altri piccoli oggetti, gli unici suoi reali averi. I due sono determinati a vivere la loro storia d'amore e coronarla nel matrimonio, ma tutti gli abitanti del posto non vedono di buon occhio lo straniero, eccetto Miss Swaffer che, invece, li appoggia e addirittura fa in modo che possano avere una piccola casa tutta loro.
Dopo il matrimonio tutto sembra andare per il meglio, Amy dà alla luce un figlio maschio, ma la felicità è di breve durata. La comunità continua ad avere difficoltà ad accettare la coppia e lo stesso dottor Kennedy nutre un odio inspiegabile nei confronti di Amy, provocando quindi il disprezzo dell'amico Yanko.
L'inverno successivo è molto rigido e Yanko si ammala gravemente di polmonite. In questi tragici frangenti nessuno è disposto ad aiutare Amy, neppure il dottore. Quando infine Kennedy torna a visitare Yanko questi ormai è moribondo e muore poco dopo. Kennedy imputa immediatamente ad Amy la colpa del fatto; sarà solo l'ormai inferma Miss Swaffer, ricordando i fatti che furono, ad aprire gli occhi al dottore raccontando con quanta dedizione e forza di volontà la ragazza si sia occupata del suo Yanko e di come Amy sia stata solo sopraffatta dagli eventi. È proprio Miss Swaffer che fa comprendere al vecchio dottore quanto il suo giudizio fosse duro e ingiustificato, spingendolo a chiedere il perdono di Amy.